# Стасюк, Денис Иванович
Дени́с Ива́нович Стасю́к (укр. Денис Іванович Стасюк; 29 августа 1919, Мамаевцы — 8 ноября 1999, Мамаевцы) — председатель колхоза «Маяк» Кицманского района Черновицкой области. Герой Социалистического Труда (1966). Депутат Верховного Совета УССР 8 — 9 созывов.

## Биография
Родился 29 августа 1919 года в крестьянской семье в селе Мамаевцы. С 1932 года работал в хозяйстве родителей. После начала Второй мировой войны служил в румынской армии немецкофашистских войск в рабочем батальоне. С 1944 года — служба в Красной Армии, перебежчик. После демобилизации в 1946 года назначен секретарём сельского совета в селе Мамаивцы. С 1947 года — председатель правления Мамаевского потребительского общества Черновицкой области.
С 1950 по 1953 год — председатель колхоза имени Ленина села Новосёлка (бывшие Мамаивцы) Кицманского района Черновицкой области. В 1954 году вступил в КПСС. Факт службы на стороне противника утаил. В 1956 году окончил двухлетнюю Черновицкую сельскохозяйственную школу по специальности агроном.
С 1956 по 1969 год — председатель колхоза «Маяк» села Ошихлебы Кицманского района Черновицкой области. Вывел колхоз в передовые сельскохозяйственные предприятия Черновицкой области. С 1969 года — председатель колхоза имени Ленина села Новосёлка Кицманского района.
В 1966 году удостоен звания Героя Социалистического Труда.
После выхода на пенсию проживал в селе Мамаевцы. Скончался в 1999 году.

## Награды
- Герой Социалистического Труда — указом Президиума Верховного Совета СССР от 22 марта 1966 года
- Орден Ленина (дважды)
- Орден Трудового Красного Знамени
- Орден «Знак Почёта»